# Gra (album Roberta Gawlińskiego)
Gra – czwarty solowy album Roberta Gawlińskiego, wydany w 1999 roku nakładem wytwórni Pomaton EMI.

## Lista utworów
źródło:.
1. „Wszystko co mam” – 3:30
2. „To tylko obłok” – 3:43
3. „Zawsze w sercu mym” – 5:07
4. „Cherman” – 3:38
5. „Ludzie nie lubią ludzi” – 4:35
6. „Mamy tylko chwilę” – 5:43
7. „Kochankowie z bram” – 5:07
8. „Gra” – 3:49
9. „Modlitwa do słońca” – 4:27
10. „Pozytywka” – 6:55
11. „Życie jest krótkie” – 0:18

## Single
- „Cherman”
- „Mamy tylko chwilę”
- „Pozytywka”
- „Wszystko co mam”

## Twórcy
- Robert Gawliński – śpiew, gitary
- Andrzej Smolik – instrumenty klawiszowe
- Radosław Łuka – gitara basowa
- Przemysław Momot – perkusja